# Nyköpings Mekaniska Verkstad

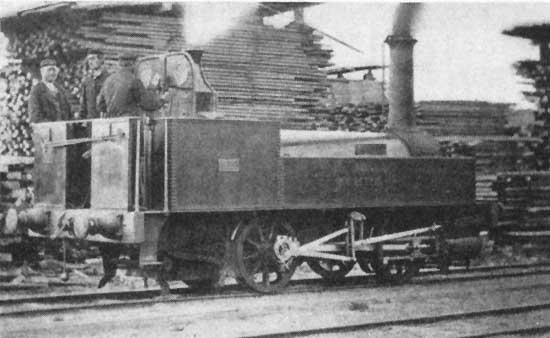
Dampflokomotive P. C. Rettig, gebaut 1863 für Söderhamn–Bergviken Järnväg, 1.217 mm Spurweite

Nyköpings Mekaniska Verkstad war eine Maschinenfabrik in der schwedischen Stadt Nyköping.

## Geschichte
1855 kaufte Gustav Adolf Lundhqvist (1813–92) aus Falun eine seit 1844 stillgelegte Fabrik sowie die Schiffswerft in Nyköping. Mit dem Geldgeber Johan Holm wurde die Produktion von Dampfschiffen 1857 wieder aufgenommen. Dazu kamen der Bau von Kesseln und Öfen sowie ab 1859 der Lokomotiv- und Waggonbau einschließlich Achsen und Rädern. 
In der Fabrik wurden acht Dampflokomotiven gebaut. Dies waren drei schmalspurige Lokomotiven für die Söderhamns Jernvägs Aktiebolag für den Betrieb des Kommunikationsleden Söderhamn–Bollnäs und fünf normalspurige Lokomotiven für Statens Järnvägar. Dies fünf Lokomotiven der Baureihe B (I) wurden zwischen 1861 und 1863 gebaut und gehörten zu einer Serie von 45 Lokomotiven, die SJ zwischen 1856 und 1872 beschafften.
Die Werkstatt wurde 1862 an Högbo AB verkauft, die sechs kleinere Eisenhütten betrieb und gerade die Eisenhütte Sandviken (schwedisch Sandvikens järnverk) erworben hatte. Man suchte Anwendungsmöglichkeiten für den dort hergestellten Bessemerstahl. Die Fertigung unter dem Namen Nyköpings Mekaniska Verkstad lief bis 1866 weiter.
1865 wurde Nyköpings Mekaniska Verkstad von den Lokomotivlieferung an SJ wegen wiederholter Verspätungen ausgeschlossen. Högbo AB ging 1866 bankrott, Nyköpings Mekaniska Verkstad wurde geschlossen und das Inventar für 99.000 Riksdaler verkauft. Die meisten Gegenstände gingen an Motala Verkstad.
Zu den Werkstätten gehörten Hochöfen, eine Gießerei, die Werft und eine mechanische Werkstatt. Für den innerbetrieblichen Transport war eine Schmalspurbahn vorhanden. Nach der Stilllegung wurden die Gebäude zunächst von einer Hufnägel-Fabrik verwendet, später von einer Möbelfabrik.